# Geotechnika

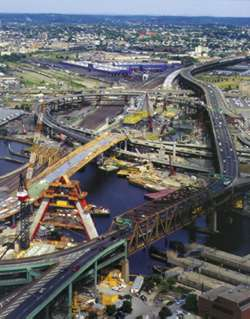
Przebudowa nazwana Big Dig w Bostonie jest przykładem wyzwań geotechnicznych w zabudowie miejskiej.

Geotechnika – gałąź inżynierii ściśle związana z inżynierią lądową. Jest to nauka zajmująca się właściwościami gruntu pod kątem projektowania i wykonawstwa budowli ziemnych i podziemnych oraz fundamentów budynków i nawierzchni drogowych. Jest to nauka interdyscyplinarna, wykorzystująca gruntoznawstwo, mechanikę gruntów, fundamentowanie, geologię – w szczególności inżynierską, chemię, fizykę, mechanikę budowli, reologię etc.
W krajach zagrożonych ryzykiem trzęsień ziemi odpowiednia ocena warunków gruntowych ma istotne znaczenie dla ochrony budynku przed zniszczeniem podczas drgań sejsmicznych.
W ramach badań geotechnicznych wyróżnia się trzy etapy:
- badania wstępne
- badania w fazie wykonywania budowli
- kontrola zachowania się górotworu i weryfikacja wyników badań w fazie użytkowania budynku lub budowli